# Paul Parquet
Paul Parquet (1862 – 1912) è stato un profumiere francese, comproprietario della Houbigant.

## Biografia
Paul Parquet si unì alla casa di profumi Houbigant nel 1880, e lì realizzò alcuni fra i più celebri profumi dell'azienda, come Fougère Royale nel 1882.
Con il suo uso della cumarina in Fougère Royal, giustapposta alla lavanda, agli agrumi ed alle note legnose, Parquet rivoluzionò la profumeria, diventando il primo ad utilizzare materiali sintetici nelle proprie creazioni, ed il primo a concettualizzare un profumo che non era l'imitazione di un odore naturale, dato che le felci (fougère in lingua francese vuol dire proprio felce) fondamentalmente sono inodori. Fino alla sua scomparsa dal mercato alla fine degli anni sessanta, Fougère Royale fu largamente imitato, dando il nome all'intera famiglia olfattiva, i cosiddetti Fougère.
Parquet fu a lungo capo profumiere di Houbigant, sino a quando il suo posto non fu preso da Robert Bienaimé, che nel 1912 creò Quelques Fleurs.

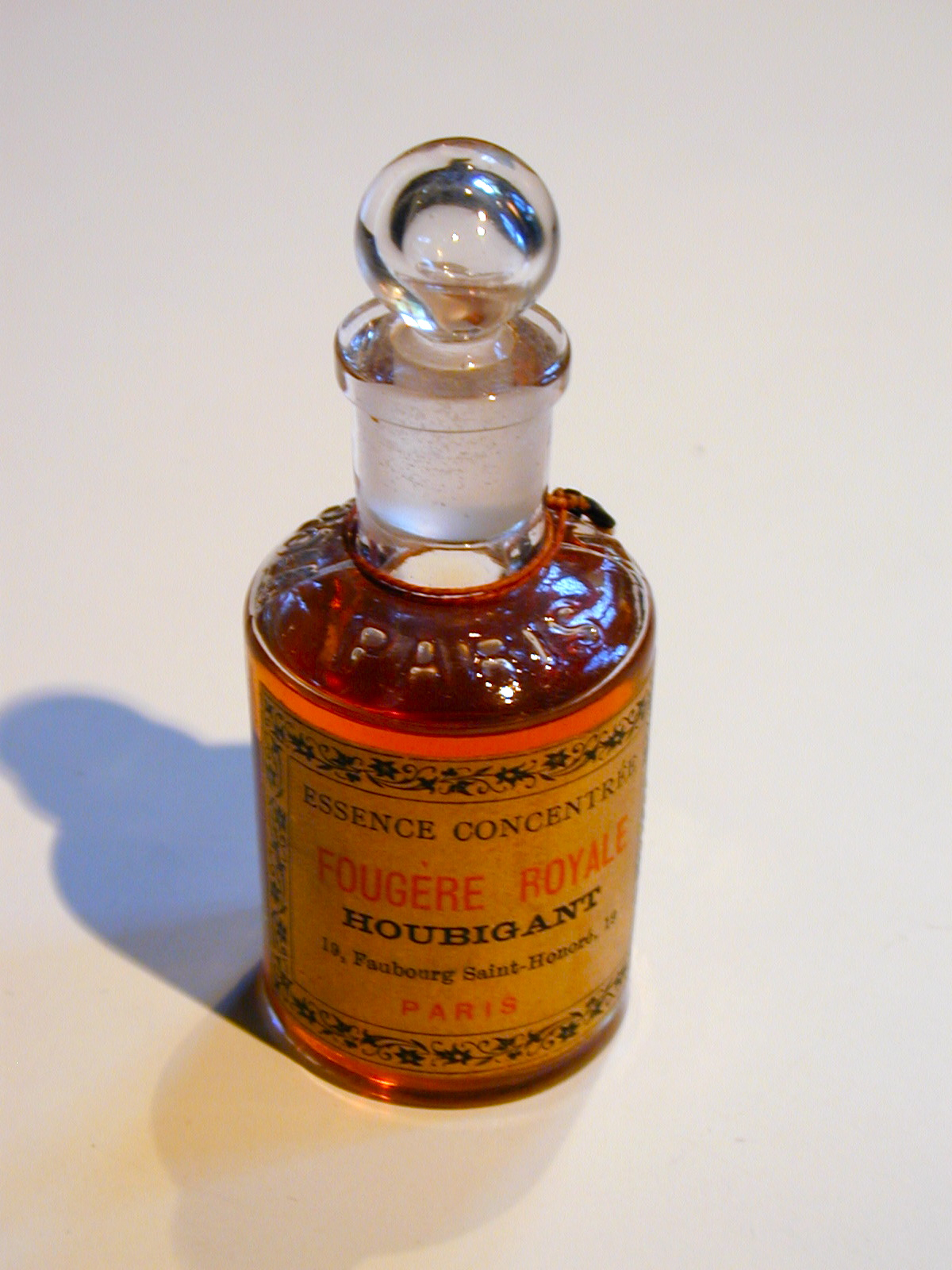
Fougère Royale

## Principali profumi creati
Houbigant
- Fougère Royale (1882)
- Le Parfum Idéal (1896)
- Violette Pourpre (1907)
- Coeur de Jeannette (1912)